# Velesmes-Échevanne
Velesmes-Échevanne is een gemeente in het Franse departement Haute-Saône (regio Bourgogne-Franche-Comté) en telt 524 inwoners (2011). De plaats maakt deel uit van het arrondissement Vesoul.

## Geografie
De oppervlakte van Velesmes-Échevanne bedraagt 22,5 km², de bevolkingsdichtheid is 23,3 inwoners per km².
De onderstaande kaart toont de ligging van Velesmes-Échevanne met de belangrijkste infrastructuur en aangrenzende gemeenten.

## Demografie
Onderstaande figuur toont het verloop van het inwonertal (bron: INSEE-tellingen).

1. ↑  Populations de référence 2022.